# Ga Gwangheungchang
Ga Gwangheungchang là ga tàu điện ngầm trên Tàu điện ngầm Seoul tuyến 6. Nó nằm ở cuối phía Bắc gần Cầu Seogang, liên kết Sinchon và Yeouido.

## Bố trí ga
| Sangsu ↑   |
| E/B W/B \| |
| ↓ Daeheung |

| Hướng Tây  | ● Tuyến 6 | ← Hướng đi Eungam   |
| Hướng Đông | ● Tuyến 6 | → Hướng đi Sinnae → |